# Second Nature
Second Nature é o segundo álbum do supergrupo de rock Flying Colors, lançado em 29 de setembro de 2014 na Europa e no dia seguinte nos Estados Unidos.
Em 19 de agosto, a Loudwire estreou o vídeo do primeiro single do álbum, "Mask Machine". Pouco depois, a revista Classic Rock estreou a música na Europa. Em 22 de setembro, o álbum todo foi liberado para streaming no website da revista Prog.
Em agosto de 2014, o baterista Mike Portnoy afirmou que o álbum iria se beneficiar de uma maior "química" entre os membros:
| “ | O primeiro álbum foi bem um encontro às escuras. Desta vez havia uma química - nós não apenas já tínhamos a experiência prévia de fazer o álbum de estreia, mas também a turnê de 2012. A direção nunca foi discutida, nós apenas fizemos o que fazemos. | ” |

Para este álbum, a banda decidiu não contratar um produtor.

## Gravação e conceito
Segundo Mike, o álbum foi gravado "num estilo Led Zeppelin", com os membros se reunindo por alguns dias, depois cumprindo seus outros compromissos, aí voltando a se encontrar para gravar mais, e por aí vai. O primeiro ensaio aconteceu em uma conferência no Skype.
O baixista Dave LaRue disse sobre as sessões de escrita: "Todos trazem ideias, não canções completas. Quando nós gostamos de uma ideia, nós começamos daí e construímos sobre ela. há algumas ideias que são jogadas fora, outras que são completamente mudadas, algumas ficam quase intactas. nós tentamos várias ideias diferentes numa mesma canção. As sessões de escrita são bem intensas - nós somos rápidos, devido à quantidade limitada de tempo que temos".
O guitarrista Steve Morse disse que ele encoraja seus colegas a trazer apenas ideias para as canções, e não faixas completas, "para que o som da banda esteja em tudo". Ele também disse que a banda decidiu não "subestimar" sua audiência e partir do pressuposto de que eles "podem lidar com muita sutileza, complexidade e mudanças de andamento." Todos os instrumentos foram gravados nos estúdios particulares de cada membro, exceto os vocais, que foram gravados principalmente no estúdio deo tecladista/vocalista Neal Morse.
Diferentemente do álbum Flying Colors, para o qual a banda procurou e licenciou uma imagem pronta, em Second Nature eles pediram ao artista Hugh Syme que criase algo com o tema Flying Colors (cores voadoras). Steve descreveu o conceito da capa da seguinte forma:
| “ | Balões são máquinas voadoras coloridas, que são velhas, e não mudaram muito hoje, e as turbinas simbolizam um crescente futuro de mudança para nossa energia, eu suponho. Eu acho que ambos simbolizam voar, ou o movimento no, ou em volta do ar. [...] [A borboleta] simboliza metamorfose... a 'segunda natureza' [Second Nature]. Que uma borboleta muda de uma forma para outra. | ” |

## Informações das faixas
A faixa de abertura "Open Up Your Eyes" foi a primeira a ser escrita para o álbum. Casey comentou que a faixa é uma reflexão sobre a vida, e como uma pessoa pode estar chateada mesmo quando há motivos para ficar feliz.
"Mask Machine" foi o primeiro single do álbum e recebeu um vídeo. Casey comentou que a faixa é a sua favorita e que ele, particularmente, acredita que o refrão fale "do álbum, em termos de nossa necessidade de se afastar do consumismo e dizer ao nosso garoto para abranger o que realmente somos".
"Bombs Away" é sobre se envolver com negócios todos os dias e deixar de enxergar a beleza da vida por estar e=ocupado.
"The Fury of My Love" foi escrita principalmente por Neal, que mandou uma demo do refrão para seus colegas. Casey tinha medo de que a faixa, cujo nome pode ser traduzido como "A Fúria do Meu Amor", poderia ser erroneamente interpretada como uma faixa sobre violência doméstica, e ele a descreve como uma canção que fala da paixão que uma pessoa pode sentir pela outra.
"A Place in Your World" recebeu um vídeo, que estreou no website da revista Billboard em 10 de outubro de 2014. O vídeo consiste no grupo tocando a faixa juntos em um estúdio, que Mike descreveu como "o habitat mais natural e confortável [da banda]" Ele também disse que a faixa é um bom exemplo do som do Flying Colors: "ganchos vocais cativantes, saborosa musicalidade espalhada por cima. É também um ótimo exemplo da mistura vocal do Flying Colors uma vez que ela tem partes vocais de todos os três vocalistas (eu, Neal e Casey) e um refrão que traz uma harmonia de três partes com todos nós." Segundo Casey, a faixa também traz letras com reflexões existenciais.
De acordo com Casey, o refrão original de "Lost Without You" tinha o verso "Cause I'm home" (porque estou em casa) em vez de "Cause I'm Lost" (porque estou perdido), como foi gravado afinal. Ele também disse que a faixa fala aos entes queridos que ele perdeu em sua vida.
O "tom quase oriente médio/Índia" e céltico de "One Love Forever" fez Casey perceber "como essas tribos de todo o mundo têm semelhanças musicais sobre as quais eu não havia pensado até fazermos aquele verso." Steve fala que usou um estilo de guitarra que lembra a música folk européia.
Casey descreve "Peaceful Harbor" como "a jornada de um homem para encontrar um lugar onde ele encontrará contentamento. É meio que uma mistura de como é ser um homem e como nós naturalmente levamos nossa jornada." Steve complementou dizendo que ela fala "da felicidade de encontrar aquela paz interior após passar por uma tempestade ou catástrofe". A versão inicial da canção não continha um coral no encerramento, mas Neal soube de um coral em Nashville e decidiu contratá-los para completar o final da canção. A melodia vocal da faixa é reminiscente da turnê anterior deles; era algo que Casey costumava cantar durante as passagens de som e que a banda decidiu incluir no próximo álbum deles..
"Cosmic Symphony" foi escrita por Casey sobre "a pessoa se libertando da armadilha do consumismo e como isso se relaciona com nossa identidade, [...] essa pessoa ficando confortável em sua própria identidade." Ele também descreveu o final da canção como um "estou bem com quem eu sou e não preciso de nada mais, eu não preciso me encher de coisas para comprar ou para me tornar, para descrever quem eu sou.".

## Faixas
| N.º            | Título                                                                                 | Duração |  |
| 1.             | "Open Up Your Eyes" (Abra Seus Olhos)                                                  | 12:24   |  |
| 2.             | "Mask Machine" (Máquina de Máscara)                                                    | 6:06    |  |
| 3.             | "Bombs Away" (Lançar Bombas)                                                           | 5:03    |  |
| 4.             | "The Fury of My Love" (A Fúria do Meu Amor)                                            | 5:10    |  |
| 5.             | "A Place in Your World" (Um Lugar em Seu Mundo)                                        | 6:25    |  |
| 6.             | "Lost Without You" (Perdido Sem Você)                                                  | 4:46    |  |
| 7.             | "One Love Forever" (Um Amor Para Sempre)                                               | 7:17    |  |
| 8.             | "Peaceful Harbor" (Porto Pacífico)                                                     | 7:01    |  |
| 9.             | "Cosmic Symphony - III. "Pound for Pound"" (Sinfonia Cósmica - III. "Libra por Libra") | 11:46   |  |
| Duração total: | Duração total:                                                                         | 65:58   |  |

## Formação
| Flying Colors - Casey McPherson – vocais, guitarra base - Neal Morse – vocais, teclados - Mike Portnoy – vocais, bateria, percussão - Steve Morse – guitarra base e solo - Dave LaRue – baixo Músicos adicionais - The McCrary Sisters – vocais de apoio em "Peaceful Harbor" e "Cosmic Symphony" - Chris Carmichael – cordas em "The Fury of My Love" e "Peaceful Harbor" - Shane Borth – cordas em "Bombs Away" - Eric Darken – bateria de mão em "One Love Forever" | Produção - Flying Colors – Produção - Rich Mouser – mixagem - Jerry Guidroz, Bill Evans e Flying Colors – engenharia de som - Paul Logus – masterização - Hugh Syme – direção de arte, design, ilustrações - Jim Arbogast – fotografia |